# HD107513
HD107513 — хімічно пекулярна зоря спектрального класу A5, що має видиму зоряну величину в смузі V приблизно  7,4.
Вона  розташована на відстані близько 291,2 світлових років від Сонця.